# 中国共产党早期组织
中国共产党早期组织是指1921年7月中共一大召开前，中国共产党在各地建立的地方组织。在上海共产主义小组推动下，于1920年8月至1921年7月在北京、武漢、長沙、濟南、廣州各建立共產黨小组，另有旅法、旅日小组。1921年7月，除旅法小组外的7个小组成员代表，在中共一大上正式组建中国共产党。

## 歷史

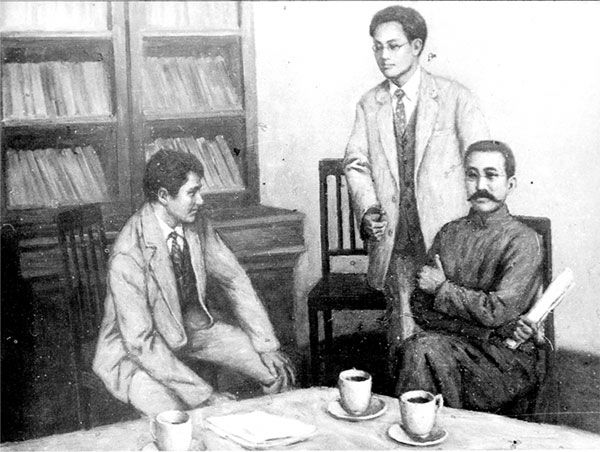
1920年，李大釗與格里戈里·维经斯基面谈。

1842年第一次鴉片戰爭以後，列强勢力陸續侵入中國，使得社會結構從发生改变，陸續發生太平天國運動以及辛亥革命。與此同時現代工業技術的發展使得中國出現工人並且不斷成長，到了1919年時人數已經達到200萬人左右。1919年3月共产国际在苏俄成立，通过了《共产国际行动纲领》、《关于资产阶级民主和无产阶级专政的提纲》、布哈林起草的《共产国际行动纲领》和托洛茨基起草的《共产国际致全世界无产者宣言》，鼓励无产阶级推翻资产阶级的统治，建立无产阶级专政。中國共產黨的想法最早起源自1919年五四運動以及所引起的新文化運動，當時許多改進中國社會的主張引起許多討論，而無政府主義、共產主義等激進意識形態也被中國知識分子引入，並且和工人運動開始結合。不過早在1917年俄國十月革命成功後，有關共產主義或者社會主義的思想在中國成為熱門。其中許多主張共產主義可以改善中國社會的學者在新文化運動期間，於中國各地建立起共產主義研究小組。與此同時，李大釗則成為首位公開支持列寧主義與世界革命的中國知識分子。1919年3月俄國第三國際宣告成立，鼓勵全世界無產階級推翻資產階級的統治，進而建立無產階級專政。到了隔年，俄国共产党（布尔什维克）領導的第三國際成立共產國際遠東局。
1919年，俄共（布）決定在東亞發動民眾鬥爭。1920年初，李大釗和陳獨秀等人開始有關於建立共產黨討論。1920年4月，共產國際遠東局派遣維經斯基（化名吳廷康）、季托夫、謝列布里亞科夫、庫茲涅佐娃、楊明齋（翻譯）五人作為代表前往觀察中國狀況，計畫在上海建立第三國際東亞書記處並且在中國組建共產黨。吳廷康隨後在翻譯楊明齋陪同下先是前往北京與李大釗會面，之後則到訪上海和陳獨秀共同商討建黨問題。同年5月開始，陳獨秀邀請李漢俊、李達、俞秀松等共產主義支持者共同商討建黨事宜。7月，在華俄共黨員開會，認為應盡快成立中國共產黨。同年8月，陳獨秀、李漢俊、李達、陳望道、俞秀松等人在上海組織成立了中國共產黨，並且推選陳獨秀為書記，後來這在上海組建的首個中國共產黨組織被稱為「上海共產主義小組」。上海共產黨早期組織成立後，實際上成為中國各地建黨活動的聯絡中心。1920年夏，李汉俊写信给董必武、张国恩，要他们在武汉筹建共产党的组织。除董必武、陈潭秋等人商谈建立党组织外，陈独秀亦委派刘伯垂从上海抵达武汉。他与董必武、陈潭秋、包惠僧、张国恩、郑凯卿等人多次商议，取得共识。1920年8月，在武昌董必武、张国恩的寓所，刘伯垂、董必武、包惠僧、陈潭秋、张国恩、郑凯卿、赵子健7人召开会议，正式成立武汉共产主义小组，包惠僧为支部书记
1920年10月，李大釗、張申府和張國燾發起成立北京共產黨早期組織，並且由李大釗擔任負責人。而在早期組織建立後，包括羅章龍、劉仁靜、鄧中夏、高君宇、何孟雄、繆伯英、范鴻劼、張太雷等北京大學馬克思學說研究會成員先後加入。
儘管李大釗和陳獨秀就是否要在中華民國政壇從事政治改革之論點有所差異，然而兩人都把俄國十月革命作為開創性的行動，認為它預示著許多被壓迫的國家即將進入新的時代。1920年秋季，施存統、週佛海等人在日本東京建立旅日共產黨早期組織，由施存統為負責人。同年秋冬之際，毛澤東、何叔衡等人在長沙市以新民學會骨幹為核心，秘密組建共產黨早期組織。1920年年底至1921年年初，王盡美、鄧恩銘等人則在濟南市建立共產黨早期組織。在與無政府主義者組織的共產黨決裂後，1921年春季陳獨秀聯合譚平山、陳公博、譚植棠等人重新組建廣州共產黨早期組織，並且先後由陳獨秀和譚平山擔任書記。同一年張申府、周恩來、趙世炎、劉清揚等人在法國巴黎也建立了由留學生組成的共產黨早期組織，並以張申府為負責人。這些早期組建後來中國共產黨的地方組織並未統一名稱，其名稱包括有「共產黨」、「共產黨支部」或者是「共產黨小組」，後來則被通稱為「共產主義小組」或「中国共产党早期组织」。這些在各地成立的共產主義小組最早參考了列寧所提出的先鋒主義運作，並且被蔡和森等學術界視為中國共產黨的雛形。
這些共產主義工作小組成員有組織且有計劃地擴大有關馬克思主義的研究和宣傳，並且批判各類反對馬克思主義的思想；同時還在各個地方還發起建立社會主義青年團、創辦工人刊物、開辦工人學校，並且領導工人成立工會以發動工人運動，這些進一步促進了馬克思主義理論和工人運動的結合。其中在1920年9月，上海共產主義小組把《新青年》雜誌改為自身公開刊物，同年11月又創辦了在中國各個主要城市秘密發行的《共產黨》月刊。新青年出版社還翻譯《共產黨宣言》、《國家與革命》等馬克思列寧主義著作，以及發行多份宣傳馬克思主義的小冊子。各地共產主義小組也積極創辦了以工人為主要讀者的通俗刊物，藉此對工人進行階級意識的啟蒙教育，這包括有上海市發行的《勞動界》，北京市發行的《勞動音》和《工人月刊》、濟南市發行的《濟南勞動月刊》、廣州市發行的《勞動者》等。各地共產主義小組以此為基礎積極深入工人群眾，進而舉辦工人夜校和建立工會組織，同時還在各地組織社會主義青年團。

## 成員
根據《中國共産黨早期組織及其成員研究》，中共一大召開時，早期黨組織共有58名成員，分別上海共産黨早期組織成員爲14人、北京黨的早期組織成員爲16人、長沙成員爲6人、武漢成員爲8人、濟南爲3人、廣州爲4人、旅法爲5人、旅日爲2人。
| 姓名   | 黨組織           | 籍貫     | 教育情況             | 去世           | 結果                                                                       |
| ------ | ---------------- | -------- | -------------------- | -------------- | -------------------------------------------------------------------------- |
| 陳獨秀 | 上海共产主义小组 | 安徽懷寧 | 日本東京弘文學院     | 1942年5月27日  | 开除出党、病逝                                                             |
| 李漢俊 | 上海共产主义小组 | 湖北潜江 | 日本東京帝國大學     | 1927年12月17日 | 脱党、处决身亡                                                             |
| 李達   | 上海共产主义小组 | 湖南零陵 | 日本東京帝國大學預科 | 1966年8月24日  | 脱党后又入党、任中国科学院武汉分院院长，后被开除党籍                       |
| 陳望道 | 上海共产主义小组 | 浙江義烏 | 日本中央大學法律     | 1977年10月29日 | 脱党后又入党、全国人大常委                                                 |
| 沈玄廬 | 上海共产主义小组 | 浙江蕭山 | 日本留學             | 1928年8月      | 开除出党，遇刺身亡                                                         |
| 邵力子 | 上海共产主义小组 | 浙江紹興 | 上海復旦公學         | 1967年12月25日 | 退党、政务院政务委员                                                       |
| 袁振英 | 上海共产主义小组 | 廣東東莞 | 北京大學畢業         | 1979年1月18日  | 退党、广东省文物管理委员会委员                                             |
| 林伯渠 | 上海共产主义小组 | 湖南臨澧 | 日本東京弘文學院肄業 | 1960年5月29日  | 全國人大常委會副委員長                                                     |
| 沈雁冰 | 上海共产主义小组 | 浙江桐鄉 | 北京大學預科畢業     | 1981年3月27日  | 脱党后又入党、全国政协副主席                                               |
| 沈澤民 | 上海共产主义小组 | 浙江桐鄉 | 日本留學             | 1933年11月20日 | 病逝                                                                       |
| 楊明齋 | 上海共产主义小组 | 山東平度 | 莫斯科共產大學       | 1938年5月26日  | 苏联肃反运动中被处决身亡                                                   |
| 俞秀鬆 | 上海共产主义小组 | 浙江諸暨 | 北京大学哲学系旁听生 | 1939年2月21日  | 苏联肃反运动中被处决身亡                                                   |
| 李啟漢 | 上海共产主义小组 | 湖南江華 | 湖南長沙岳雲中學     | 1927年4月      | 处决身亡                                                                   |
| 李聲澥 | 上海共产主义小组 | 湖南湘鄉 | 湖南省立第一師範學校 | 1951年7月9日   | 脫黨                                                                       |
| 李大釗 | 北京共产主义小组 | 河北樂亭 | 日本早稻田大學       | 1927年4月28日  | 处决身亡                                                                   |
| 張國燾 | 北京共产主义小组 | 江西萍鄉 | 北京大學             | 1979年12月3日  | 叛黨，到台湾、香港、加拿大                                                 |
| 鄧中夏 | 北京共产主义小组 | 湖南宜章 | 北京大學             | 1933年9月21日  | 处决身亡                                                                   |
| 高君宇 | 北京共产主义小組 | 山西靜樂 | 北京大學             | 1925年3月5日   | 病逝                                                                       |
| 何孟雄 | 北京共产主义小組 | 湖南酃縣 | 北京大學             | 1931年2月7日   | 处决身亡                                                                   |
| 羅章龍 | 北京共产主义小組 | 湖南瀏陽 | 北京大學             | 1995年2月3日   | 开除出党、全國政協委員                                                     |
| 劉仁靜 | 北京共产主义小組 | 湖北應城 | 北京大學             | 1987年8月5日   | 开除出党、國務院參事                                                       |
| 范鴻劼 | 北京共产主义小組 | 湖北鄂城 | 北京大學             | 1927年4月28日  | 处决身亡                                                                   |
| 繆伯英 | 北京共产主义小組 | 湖南酃縣 | 北京女子高等師範學校 | 1929年10月     | 病逝                                                                       |
| 張太雷 | 北京共产主义小組 | 江蘇常州 | 天津北洋大學         | 1927年12月12日 | 遇刺身亡                                                                   |
| 李梅羹 | 北京共产主义小組 | 湖南瀏陽 | 北京大學             | 1934年8月12日  | 病逝                                                                       |
| 朱務善 | 北京共产主义小組 | 湖南津市 | 北京大學             | 1971年6月      | 转入苏共、于苏联肃反运动被捕，后恢复党籍，任中国科学院编译出版委员会副主任 |
| 宋介   | 北京共产主义小組 | 山東兗州 | 北京中國大學         | 1959年         | 脱党、投日                                                                 |
| 江浩   | 北京共产主义小組 | 河北玉田 | 日本留學             | 1931年         | 病逝                                                                       |
| 吳雨銘 | 北京共产主义小組 | 湖南長沙 | 北京大學             | 1959年         | 开除出党                                                                   |
| 陳德榮 | 北京共产主义小組 | 海南文昌 | 北京大學旁聽生       | 1969年         | 脱党，到台湾                                                               |
| 董必武 | 武汉共产主义小组 | 湖北黃安 | 日本大學             | 1975年4月2日   | 國家代理主席                                                               |
| 陳潭秋 | 武汉共产主义小组 | 湖北黃岡 | 湖北武昌高等師範學校 | 1943年9月27日  | 处决身亡                                                                   |
| 包惠僧 | 武汉共产主义小组 | 湖北黃岡 | 北京大學中文系肄業   | 1979年7月2日   | 脫黨、国务院参事                                                           |
| 劉伯垂 | 武汉共产主义小组 | 湖北鄂州 | 日本留學             | 1936年9月      | 病逝                                                                       |
| 張國恩 | 武汉共产主义小组 | 湖北黃安 | 湖北兩湖書院:42      | 1940年8月17日  | 退党、投日、病逝                                                           |
| 趙子健 | 武汉共产主义小组 | 湖北黃安 |                      | 1950年         | 脫黨                                                                       |
| 鄭凱卿 | 武汉共产主义小组 | 湖北江夏 |                      | 1966年11月15日 | 脫黨                                                                       |
| 趙子俊 | 武汉共产主义小组 | 湖北鄂州 | 黃埔軍校一期         | 1926年9月24日  | 战斗身亡                                                                   |
| 毛泽东 | 长沙共产主义小組 | 湖南湘潭 | 湖南省立第一師範     | 1976年9月9日   | 中华人民共和国最高领导人                                                   |
| 何叔衡 | 长沙共产主义小組 | 湖南寧鄉 | 湖南省立第一師範     | 1935年2月24日  | 跳崖身亡                                                                   |
| 彭璜   | 长沙共产主义小組 | 湖南湘鄉 |                      |                | 失踪                                                                       |
| 贺民范 | 长沙共产主义小組 | 湖南寶慶 | 日本富士法政大學     | 1950年8月      | 脫黨                                                                       |
| 易礼容 | 长沙共产主义小組 | 湖南湘潭 | 湖北武漢明德大學     | 1997年3月28日  | 脫黨、全國政協副秘書長                                                     |
| 陈子博 | 长沙共产主义小組 | 湖南湘鄉 | 湖南省長郡中學       | 1924年1月23日  | 病逝                                                                       |
| 譚平山 | 广州共产主义小组 | 廣東高明 | 北京大學             | 1956年4月2日   | 开除出党、政务院人民监察委员会主任                                         |
| 陳公博 | 广州共产主义小组 | 廣東南海 | 北京大學             | 1946年6月3日   | 脫黨、投日                                                                 |
| 譚植棠 | 广州共产主义小组 | 廣東高明 | 北京大學             | 1952年6月26日  | 脱党后又入党，任西江行政专署工商科长，后被开除党籍                         |
| 李季   | 广州共产主义小组 | 湖南平江 | 北京大學             | 1967年         | 开除出党，国家出版总署特约翻译                                             |
| 王盡美 | 济南共产主义小组 | 山東諸城 | 山東省立第一師範學校 | 1925年8月19日  | 病逝                                                                       |
| 鄧恩銘 | 济南共产主义小组 | 貴州荔波 | 山東省一中           | 1931年4月5日   | 处决身亡                                                                   |
| 王翔千 | 济南共产主义小组 | 山東諸城 |                      | 1956年5月29日  | 脫黨、山東省政協委員                                                       |
| 周恩來 | 旅法共产主义小组 | 浙江紹興 | 南開大學肄業         | 1976年1月8日   | 國務院總理                                                                 |
| 趙世炎 | 旅法共产主义小组 | 四川酋陽 | 北京師範大學附屬中學 | 1927年7月19日  | 处决身亡                                                                   |
| 劉清揚 | 旅法共产主义小组 | 天津     | 天津北洋女師範學堂   | 1977年7月19日  | 脱党后又入党、全國婦聯副主席                                               |
| 張申府 | 旅法共产主义小组 | 河北獻縣 | 北京大學預科         | 1986年6月20日  | 退黨、全國政協委員                                                         |
| 陳公培 | 旅法共产主义小组 | 湖南長沙 | 南京金陵大學肄業     | 1968年3月7日   | 脫黨、国务院参事                                                           |
| 施存统 | 旅日共产主义小组 | 浙江金華 | 留日                 | 1970年11月29日 | 脫黨、劳动部第一副部长                                                     |
| 周佛海 | 旅日共产主义小组 | 湖南沅陵 | 留日                 | 1948年2月28日  | 脫黨、投日                                                                 |

## “共产主义小组”之名
这个八个小组的名称并不统一，有多种称谓，上海共产主义小组已正式使用共产党的名称，北京称共产党小组，后改稱北京共产党支部，湖北称共产党武汉支部，广州最初名為共產黨，當時還有無政府主義者，後無政府主義者退出，組織更名為广州共产党。1926年，苏联人葛萨廖夫在《中国共产党简史》一书中，第一次使用“共产主义小组”这一名称。1936年6月7日，中共一大代表陈潭秋在中文版《共产国际》杂志发表《第一次代表大会的回忆》一文，文章中使用了这一名称。或认为因陈潭秋的使用，使这一名称在此后得到传播。抗日战争时期，中国共产党在延安的相关组织则使用“共产党小组织”的称谓。中华人民共和国建国后，“共产主义小组”一称被广泛传播。同时，某些小组的组织性并不完备。如日本小组，仅施存统、周佛海二人。长沙共产主义小组亦仅毛泽东、何叔衡二人。毛泽东逝世后的1980年代开始，中国学界对长沙小组是否存在有对立观点。

## 备注
1. 1 2  旅法共产主义小组虽未派人参加中共一大，但一般认同它是中国共产党正式建党时的八个共产主义小组之一[2]。江苏省南京、徐州两地的共产主义小组由于所派代表郭青杰（或说刘真如）、陈亚峰中途退出中共一大，故未承认其组织资格。